# ライオン (2018New Ver.)/ドリームキャッチャー
「ライオン (2018New Ver.) / ドリームキャッチャー」は、ベリーグッドマンの7thシングル。2018年8月15日発売。
初回限定盤[A]CD+DVD UPCH-7439 ¥1,850(税込)、初回限定盤[B] CD UPCH-7440 ¥1,300(税込) 、通常盤[CD]CD UPCH-5950 ¥1,300(税込)の3タイプが発売。

## 概要
- 2018年6月11日に「ライオン(2018 New Ver.)」が先行配信され、同年8月15日に「ドリームキャッチャー」と両A面シングルとしてリリース。
- 7thシングルではあるがメジャーとしては3rdシングルであり、配信限定を含めると12作目（メジャーのみなら8作目）となる。
- ベリーグッドマン初の両A面シングル。
- 「ライオン(2018 New ver.)」の基となる「ライオン」はプロ野球埼玉西武ライオンズの増田達至投手のために制作した楽曲である[2]。
- 「ライオン(2018 New ver.)」はメンバー自身の意向で島田昌典がサウンド・プロデューサーとして参加し、ストリングスなどオーケストラの弦楽器やバンドが入ったアレンジで制作され、スタジオ作品としては初となる生楽器バンド・アンサンブルでのレコーディングが行われた[3]。
- 「ドリームキャッチャー」はグループ初のアニメタイアップで、少年野球をテーマにした満田拓也原作のコミック「MAJOR 2nd」をメンバーが熟読し、その世界観に合わせて書き下ろされた。
- 初回限定盤【A】はDVD付きで全国ツアー「“てっぺんとるぞ宣言”ツアー 2017-2018 ～超好感男と貴方～」の各会場スクリーンにて上映された「TTS RADIO」から、東京公演以外の4公演の映像が収められ、2018年6月20日発売のDVD『“てっぺんとるぞ宣言”ツアー2017-2018～超好感男と貴方～ @中野サンプラザ』と合わせると全国版全ての“TTS RADIO”がコンプリートされる[4]。
- 初回限定盤【B】は「MAJOR 2nd」のアニメ絵柄ジャケットでステッカー帯仕様となっている[5]。
- 今まで「ライオン」には、ミュージックビデオが存在していなかったが、再度楽曲の世界観を伝えるため、楽曲の生まれ変わりとともに映像を制作。ストーリーは、ベリーグッドマンのメンバーのMOCAが野球推薦で宮崎の強豪校である延岡学園高校に入学し、高校3年生の時に春夏甲子園に出場したものの、メンバーには選ばれず、チームのために応援することしかできなかったという実体験を元に構成された[6]。
- 『ライオン(2018New Ver.)』のMVで最後に「To Be Continue」という言葉が続き、今後同シングルに収録されている『ドリームキャッチャー』がMVとして公開されることが告知された[6]。

## 収録曲
CD（初回限定盤[A][B]・[通常版]共通）
1. ライオン(2018 New Ver.)
  - 作詞・作曲 ベリーグッドマン
  - 編曲 島田昌典
2. ドリームキャッチャー
  - 作詞 ベリーグッドマン
  - 作曲 ベリーグッドマン・GRP
  - 編曲 GRP
3. Fly
  - 作詞・作曲 ベリーグッドマン
  - 編曲 HiDEX

DVD（初回限定盤[A]のみ）
1. TTS RADIO from "てっぺんとるぞ宣言"ツアー 2017-2018 ～超好感男と貴方～ (大阪1日目Ver.)
2. TTS RADIO from "てっぺんとるぞ宣言"ツアー 2017-2018 ～超好感男と貴方～ (大阪2日目Ver.)
3. TTS RADIO from "てっぺんとるぞ宣言"ツアー 2017-2018 ～超好感男と貴方～ (福岡Ver.)
4. TTS RADIO from "てっぺんとるぞ宣言"ツアー 2017-2018 ～超好感男と貴方～ (名古屋Ver.)

## タイアップ
ライオン(2018 New Ver.)
- 2018年 第100回全国高校野球選手権地区大会タイアップ
  - 北海道：HTB北海道テレビ「夏の高校野球 南北海道大会決勝」テーマ曲
  - 宮城：KHB東日本放送「夏の高校野球宮城大会」テーマ曲
  - 福島：KFB福島放送「めざせ！夏の甲子園 夏の高校野球 福島大会2018」テーマソング
  - 東京：TOKYO MX 第100回全国高等学校野球選手権記念大会 TOKYO MX『東・西東京大会中継テーマ曲』
  - 埼玉：テレビ埼玉「テレ玉 第100回全国高等学校野球選手権記念 南埼玉・北埼玉大会中継」 テーマソング
  - 栃木：とちぎテレビ「2018とちテレ夏の高校野球」テーマソング
  - 神奈川：かながわCATV「第100回全国高等学校野球選手権 神奈川大会 生中継」エンディングテーマ曲(第二試合)
  - 神奈川：テレビ神奈川「第100回全国高等学校野球選手権記念神奈川大会」挿入歌
  - 静岡：静岡朝日テレビ「第100回全国高校野球選手権静岡大会テーマ曲」
  - 和歌山：テレビ和歌山「テレビ和歌山 2018年夏の高校野球和歌山大会 応援ソング」
  - 兵庫：サンテレビ「サンテレビ 2018夏の高校野球兵庫大会 応援ソング」
  - 山口：YAB山口朝日放送「2018年高校野球山口大会エンディング曲」
  - 福岡：「2018 KBC 高校野球イメージソング」
  - 宮崎：第100回全国高等学校野球選手権記念 宮崎大会 宮崎県内のケーブルテレビ3社(ケーブルメディアワイワイ、MCN宮崎ケーブルテレビ、BTV)で放送される 「第100回全国高等学校選手権記念宮崎大会」の中継(1回戦〜準々決勝で使用）
- MRTラジオ2016年8月度パワープレイ「音楽魂」
- 2019年「かながわCATV情熱プロジェクト 神奈川県高等学校野球春季大会 平成31年度 生中継」 番組テーマソング
- 2019年「かながわCATV情熱プロジェクト 第101回全国高等学校野球選手権 神奈川大会 生中継」エンディングテーマ曲

ドリームキャッチャー
- NHK Eテレ アニメ「MAJOR 2nd」オープニングテーマ

## 収録アルバム
ライオン(2018 New ver.)
- 『GOOD GOOD GOOD』#12

ドリームキャッチャー
- 『BEST BEST BEST』LIFE DISC #16

## 別バージョン
ライオン
- 『SING SING SING 4』#3
- 『BEST BEST BEST』LIFE DISC #8

## プロ野球選手登場曲
ライオン(2018 New ver.)
- 阪神タイガース 望月惇志（2019年 - 2020年）

ドリームキャッチャー
- 東北楽天ゴールデンイーグルス 寺岡寛治（2019年）
- 読売ジャイアンツ 堀岡隼人（2019年 - 2021年）
- オリックス・バファローズ 太田椋（2019年 - ）
- 福岡ソフトバンクホークス 栗原陵矢（2019年 - 2020年）